# استان جولا
استان جولّا یا چولّادو (به کره‌ای: 전라도، به انگلیسی: Jeolla Province) یکی از هشت استان تاریخی کره در پادشاهی چوسون است که در حال حاضر در جنوب غربی کره واقع شده‌است. این منطقه در کرهٔ جنوبی امروزی شامل استان‌های جوللای شمالی، جوللای جنوبی، کلان‌شهر گوانگجو و استان ججو است. مرکز این استان جونجو بود که در حال حاضر مرکز جوللای شمالی است. مجموع این مناطق هونام نامیده می‌شد («جنوب دریاچه») که امروزه نیز مورد استفاده قرار می‌گیرد. 